# Johann Adolph von Metsch
Hrabia Johann Adolph von Metsch (ur. 1654, zm. 1740) – austriacki dyplomata.
Był cesarskim wysłannikiem na kongres w Brunszwiku (1714). Później wicekanclerz Rzeszy Niemieckiej.